# Serowe
Serowe is een stad in het oosten van Botswana en hoofdstad van het district Central.

## Geboren
- Seretse Khama (1921-1980), president van Botswana (1966-1980)
- Festus Gontebanye Mogae (1939), president van Botswana (1998-2008)
- Sanji Mmasenono Monageng (1950), jurist